# الغارة على برلين
وقعت الغارة على برلين في أكتوبر 1760 خلال الحرب السيليزية الثالثة (جزء من حرب السنوات السبع) عندما احتلت القوات النمساوية والروسية العاصمة البروسية برلين لعدة أيام. انسحب المحتلون بعد جمع الأموال من المدينة، ومع اقتراب المزيد من التعزيزات البروسية. لقد كانت هناك ادعاءات لاحقة بأن القائد الروسي الكونت توتلبن تلقى رشوة شخصية من البروسيين لتجنيب المدينة، وقد حوكم بعد ذلك وأدين بأنه جاسوس.

## الخلفية
بعد سلسلة من النجاحات على القوات البروسية في 1759، أثبتت السنة التالية خيبة أمل الحلفاء حيث توقف غزوهم لسيليزيا، مع قوتهم الساحقة، وهُزموا في معركة ليغنيتز في أغسطس 1760. ومع ذلك، فقد تُركت العاصمة البروسية، برلين، ضعيفة بسبب قرار فريدرش العظيم بتركيز قواته في سيليزيا. أدى ذلك بفرنسا إلى اقتراح أن تشن روسيا غارة خاطفة على برلين.
احتلت غارة نمساوية أصغر المدينة لفترة وجيزة في أكتوبر 1757. تصورت الخطة التي وضعها الحلفاء من خدعة نحو غوبن من قبل الجيش الرئيسي، الأمر الذي سيسمح لقوة تحت قيادة هاينريش توتلبن بأن تفصل نفسها وتنطلق شمالًا لضرب برلين. سيتبع ذلك قوة نمساوية منفصلة تحت الكونت فون لاسي. كان من المقرر أن يشارك عدد كبير من القوزاق وسلاح الفرسان في الغارة لإعطائها سرعة إضافية.

## الاحتلال

### المقاربة
قاد توتلبن طليعة من 5600 روسي عبروا نهر أودر وحاولوا الاستيلاء على المدينة عن طريق انقلاب رئيسي في 5 أكتوبر. فشلت هذه المحاولة لمفاجأة المدينة في مواجهة معارضة غير متوقعة. أراد حاكم المدينة، الجنرال هانز فريدريش فون روشو الانسحاب في وجه التهديد الروسي، لكن قائد الفرسان البروسي فريدريش فيلهلم فون سايدليتز الذي كان يتعافى من جروحه في المدينة، حشد 2000 مدافع وتمكن من طردهم من بوابات المدينة.
بعد أن تلقى نبأ الخطر على برلين، قاد يوجين أمير فورتمبرغ قواته للتراجع عن محاربة السويديين في بوميرانيا بينما وصلت فرقة من ولاية سكسونيا أيضًا، مما رفع المدافعين إلى حوالي 18 ألف. ومع ذلك، فإن وصول النمساويين من لاسي جعل التوازن لصالح الحلفاء. احتل النمساويون بوتسدام وتشارلوتنبرغ وفي مواجهة هذه القوى المتفوقة، اضطر المدافعون البروسيون إلى ترك المدينة والتراجع إلى شبانداو القريبة.

### الاحتلال

استولى المحتلون على قصر شارلتنبرغ.

في 9 أكتوبر، قرر مجلس المدينة تسليم المدينة رسميًا للروس بدلًا من النمساويين، حيث كانت النمسا العدو المرير لبروسيا. قدم الروس على الفور طلبًا لـ4 ملايين تالر مقابل حماية الملكية الخاصة. تولى تاجر بارز هو يوهان إرنست جوتزكوفسكي المفاوضات نيابة عن برلين، وتمكن من إقناع توتلبن بتخفيض الضريبة إلى 1.5 مليون تالر. في هذه الأثناء، شق النمساويون طريقهم إلى المدينة واحتلوا أجزاء كبيرة منها.
كان النمساويون أكثر حرصًا على الانتقام من المدينة بسبب السلوك البروسي في ولاية سكسونيا المحتلة وعلى الأراضي النمساوية. لقد تصرف الروس، ممثلين بالرائد الأول جون أورورك، المهتمين بتحسين سمعتهم الدولية بشكل عام، بقدر أكبر من ضبط النفس وشددوا على احترام السكان المدينة. تم نهب العديد من مناطق المدينة من قبل المحتلين، وأحرقت العديد من القصور الملكية. تم الاستيلاء على حوالي 18 ألف مسكيت و143 مدفع. تم استعادة أعلام المعركة النمساوية والروسية، التي تم أسرها أثناء القتال، وتم الإفراج عن حوالي 1200 أسير حرب. كان فريدريك قلقًا بشكل خاص حول اللوحات والكتب في قصره: أخبره أحد وكلائه أن الروس قد أخذوا بعضها، لكن اللوحات الجدارية والتذهيب كانت جيدة، ولم يدم سوى القليل من التماثيل الرخامية. استولى النمساويون على حوالي 130 طالبًا في الحادية عشرة والثانية عشرة من عمرهم كأسرى، من المدرسة العسكرية، واحتجزوهم في كينجزبيرغ حتى نهاية الحرب. كما دمرت القوات أجزاء من المسبك.

### الانسحاب
تسببت شائعة أن فريدريك العظيم كان يسير لإنقاذ برلين بقواته المتفوقة في دفع القادة إلى الانسحاب من المدينة لأنهم أكملوا أهدافهم الرئيسية. انسحب المحتلون من المدينة في 12 أكتوبر، مع توجه الوحدات الوطنية في اتجاهات منفصلة. توجه النمساويون تحت قيادة لاسي نحو ساكسونيا بينما عاد الروس إلى جيشهم الرئيسي بالقرب من فرانكفورت.
أوقف فريدريك محاولته الإنقاذية بمجرد أن أدرك أن العدو قد هجر برلين، وعاد للتركيز على سيليزيا وساكسونيا.

## العواقب
كان فريدريك غاضبًا من فشل قواته المحلية وسكانه في مقاومة الغزاة بنشاط. ومع ذلك، ومع فقدان المكانة، لم تكن الغارة ذات أهمية خاصة للجيش. وفي أعقاب الاحتلال، حارب البروسيون في عهد فريدريك، وفازوا بصعوبة في معركة تورجاو. اتهم توتلبن في وقت لاحق بأنه جاسوس بروسي، وحُكم عليه بالإعدام - قبل أن يحصل على على عفو من كاترين الثانية.
في أوائل عام 1762، تعرضت برلين لخطر احتلال أكثر ديمومة وحسمًا، لكن فريدريك نجا إثر معجزة آل براندنبورغ.
في عام 1806 تم سقطت برلين على يد القوات الفرنسية خلال الحروب النابليونية، مما أدى إلى احتلال تم من قبل حامية فرنسية حتى عام 1813.

## قائمة المراجع
- Anderson, Fred. Crucible of War: The Seven Years' War and the Fate of Empire in British North America, 1754-1766. Faber and Faber, 2001
- Dull, Jonathan R. The French Navy and the Seven Years' War. University of Nebraska Press, 2005.
- Henderson, W. O. Studies in the Economic Policy of Frederick the Great. Routledge, 1963.
- Lawley, Robert Neville. General Seydlitz, a military biography. W. Clowes and Sons, 1852.
- Stone, David R. A military history of Russia: from Ivan the Terrible to the war in Chechnya. Praeger, 2006.
- Szabo, Franz A.J. The Seven Years War in Europe, 1756-1763. Pearson, 2008